# Pierre d'Oron (évêque de Sion)
Pour les articles homonymes, voir Pierre d'Oron et Oron.
Pierre d'Oron, mort en février 1287 à Sion, est un ecclésiastique valaisan, prince-évêque de Sion du XIIIe siècle, issu de la famille d'Oron.

## Biographie

### Origines
Pierre d'Oron est le cinquième fils de Rodolphe Ier, seigneur d'Oron et co-seigneur de Vevey et d'Alice/Alix N.N.,.
Il est mentionné en 1236, aux côtés de ses frères, lorsque leur père, co-seigneur de Vevey accorde des franchises à la ville neuve de Vevey,. Dans le tableau généalogique familiale, il est dit Pierre II.
Son frère, Rodolphe [II] († avant 1267), hérite des biens de leur père. Toutefois, la coseigneurie de Vevey est en indivision entre Rodolphe II, Pierre et Girard.

### Épiscopat
Pierre d'Oron est doyen de Vevey en 1271,. L'année suivante, il est chanoine de la cathédrale de Lausanne. Il exerce sa charge à partir de 1274, mais monte sur le trône épiscopal de Sion en 1275.
Évêque, il fait face aux rivalités entre l'Empire et les comtes de Savoie. Le nouveau prélat se charge, au cours des deux premières années, de fortifier les édifices détruits par le comte Pierre II de Savoie dans les décennies précédentes, Il entreprend de restaurer le château de la Bâtiaz, à Martigny (1281). Il fait également fortifier Montorge.
Afin de financer les travaux, le trésor épiscopal étant épuisé, Pierre d'Oron engage sa mitre, « sa crosse et les ornements de sa chapelle » contre une forte somme d'argent, auprès de banquiers italiens installés à Vevey, notamment la famille Caorcini.
Il met en place de nouveaux statuts pour le chapitre.

### Testament et mort
Pierre d'Oron rédige son testament en 1287. Il institue son frère, Girard, comme son héritier,. Girard était chantre du Chapitre de Lausanne et doyen de Vevey,. Son testament fait mention de son emprunt.
Il meurt le 12, le 13 (selon Pasche/Montet), ou le 18 février 1287, dans la ville épiscopale de Sion. Il laisse derrière lui des dettes.